# Alexander Rendell
Alexander Simon Rendell (tiếng Thái: อเล็กซานเดอร์ ไซม่อน เรนเดลล์; sinh ngày 09 tháng 01 năm 1990) hay Nirawit Rendell (tiếng Thái: นิรวิทย์ เรนเดลล์) biệt danh Alex, là nam diễn viên, ca sĩ Thái Lan. Anh từng tham gia các bộ phim điện ảnh như The Tesseract (2003), Indiana Joai: Elephant Cemetery (2003), Pisaj (2004), 13 Beloved (2006)... Ở lĩnh vực phim truyền hình, anh được biết đến qua các bộ phim như Tình yêu diệu kỳ (2011), Tình yêu mong muốn (2013), Chồng tôi (2013), Càng sợ càng yêu (2021)...

## Tiểu sử và học vấn
Alex Rendell sinh ngày 09 tháng 01 năm 1990 tại Jakarta, Indonesia và chuyển đến Băng Cốc, Thái Lan khi anh mới 4 tuổi. Rendell bắt đầu sự nghiệp diễn xuất của mình từ năm 4 tuổi.
Rendell tốt nghiệp trường Bangkok Patana năm 2008, và theo học khoa Nghệ thuật Truyền thông, chương trình quốc tế, Đại học Chulalongkorn. Anh tốt nghiệp năm 2012 và tập trung hoàn toàn vào việc đóng phim.
Rendell thích chơi bóng đá và ủng hộ đội Manchester United. Nếu Alex chơi bóng đá, anh sẽ được so sánh với Gary Nevile & Djemba Djemba. Anh đã từng thi đấu cho trường cấp 3 Bangkok Patana và giúp đội bóng giành được nhiều danh hiệu BISAC & SEASAC. Con số yêu thích của anh là 22 và anh là một thành viên của PUAKKUA từ năm 1993/1994 đến nay.

## Các phim đã tham gia

### Phim điện ảnh
| Năm  | Tên gốc                             | Vai         | Đóng với                                                                                  |
| ---- | ----------------------------------- | ----------- | ----------------------------------------------------------------------------------------- |
| 2003 | Final Combat                        |             |                                                                                           |
| 2003 | The Tesseract                       | Wit         | Jonathan Rhys Meyers, Saskia Reeves                                                       |
| 2003 | Indiana Joai: Elephant Cemetery     |             |                                                                                           |
| 2004 | Pisaj                               | Arm         | Pumwaree Yodkamol                                                                         |
| 2004 | Peter Pan                           | Peter Pan   |                                                                                           |
| 2006 | 13 Beloved                          | Tay         |                                                                                           |
| 2010 | Thad Hang Ploy Wat Series The Movie | Jod         |                                                                                           |
| 2011 | 4 Psyco                             | Toh         | Ananda Everingham, Pakorn Chatborirak                                                     |
| 2011 | Love Julinsee (Ruk Man Yai Mak)     | Yoh         | Monchanok Saengchaipiangpen, Apinya Sakuljaroensuk, Tisanart Sornsuek, Jirayu La-ongmanee |
| 2012 | The Lorax                           | Ted Wiggins |                                                                                           |
| 2013 | Hashima Project                     | Off         | Sushar Manaying, Apinya Sakuljaroensuk, Pirath Nitipaisankul                              |

### Phim truyền hình
| Năm  | Tên gốc                                | Tên tiếng Việt                        | Vai                          | Đóng với                                     | Đài |
| ---- | -------------------------------------- | ------------------------------------- | ---------------------------- | -------------------------------------------- | --- |
| 1998 | Hua Jai Lae Kai Puen                   |                                       | Chanayuth                    |                                              | CH7 |
| 1999 | Khun Chai                              |                                       | Dong                         | Utt Panichkul                                | CH7 |
| 1999 | Ruk Sud Tai Tee Plai Fah               |                                       | Mangpor                      |                                              | CH3 |
| 1999 | ละครเทิดพระเกียรติชุดใต้แสงตะวัน ตอน แสงเทียน |                                       | ธิษณ์                          |                                              | CH7 |
| 2000 | Yord Cheewun                           |                                       |                              |                                              | CH3 |
| 2001 | Thongpoon Kokpo Ratsadorn Tem Khan     |                                       | Ham Noi                      |                                              | CH3 |
| 2001 | Keb Pandin                             |                                       | Naka                         | Phiyada Akkraseranee & Phutanate Hongmanop   | CH7 |
| 2001 | Pee Lieng Gor Samret Roop              |                                       | อาร์ท                         |                                              | CH3 |
| 2002 | Mae Yai Tee Ruk                        |                                       | Wanrob / "Rob"               |                                              | CH3 |
| 2002 | Buang Banjathorn                       | Hẹn ước tình yêu                      | Lamthong                     | Shahkrit Yamnam & Marsha Vadhanapanich       | CH7 |
| 2002 | Sao Noi Tha Kieng Kaew                 |                                       | Pong                         | Katreeya English & Nattawut Skidjai          | CH7 |
| 2002 | Sapai Jao                              | Nàng dâu hoàng gia                    | Kaela                        |                                              | CH3 |
| 2003 | Kassatriya                             |                                       | Hoàng tử Ekathotsarot        |                                              | CH5 |
| 2003 | Kru Somsri                             |                                       | แมงกอย                       |                                              | CH7 |
| 2004 | Ruk Sud Kua                            |                                       | Joi                          | Thikumporn Rittapinun & Siwat Chotchaicharin | CH7 |
| 2005 | Klin Kaew Tumnuk Kao                   |                                       | Than Chai Noppakan           |                                              | CH3 |
| 2005 | Mor Pee Cyber                          |                                       | อาคม                         |                                              | CH7 |
| 2005 | Kadee Ded Haed Haeng Ruk               |                                       | Ron                          | Shahkrit Yamnam & Savika Chaiyadej           | CH7 |
| 2006 | Kradan See Roong                       |                                       | Kaotu                        |                                              | CH7 |
| 2006 | Sadut Ruk                              |                                       | Young Krit                   |                                              | CH3 |
| 2006 | ชัยชนะของแม่                             |                                       | บอย                          |                                              | CH3 |
| 2006 | Bua Prim Nam                           |                                       | สาโรจน์ (อ๊อด)                 | Rujira Chuaykua & Thrisadee Sahawong         | CH3 |
| 2007 | Ma Nee Din                             |                                       | Pokpong                      | Saharat Sangkapreecha & Peeranee Kongthai    | CH3 |
| 2007 | Jai Sai Rak Yok Kuan                   |                                       |                              |                                              | CH7 |
| 2008 | Prik Tai Gub Bai Kao                   |                                       | Klueapon / "Pom"             |                                              | CH3 |
| 2008 | Sood Tae Jai Ja Kwai Kwa               | Càng xa trái tim càng gần nhau        | Patana / "Pat"               | Natapohn Tameeruks                           | CH3 |
| 2009 | Plerng See Roong                       | Lửa cầu vồng                          | Kuat                         |                                              | CH3 |
| 2010 | 3 Hua Jai                              | Trái tim của đất                      | Chat                         | Pakorn Chatborirak & Napapa Thantrakul       | CH3 |
| 2011 | Sapai Mai Rai Sakdina                  |                                       | Geng                         | Napapa Thantrakul                            | CH3 |
| 2011 | Ruk Pathiharn                          | Tình yêu diệu kỳ                      | Rawipaat                     | Chalida Vijitvongthong                       | CH3 |
| 2012 | Hong Sabud Lai                         | Thiên nga kiêu kỳ                     | Yutsawee "Wee" / Don         | Glipaka Singh                                | CH3 |
| 2013 | Rang Pratana                           | Tình yêu mong muốn                    | Poowadon                     | Natwara Wongwasana                           | CH3 |
| 2013 | Saap Pra Peng                          | Lời nguyền song kiếp                  | ราม ลิ้มวัฒนาถาวรกุล             | Pornchita Na Songkhla                        | CH3 |
| 2013 | Samee                                  | Chồng tôi                             | Ram Limwattanathawornkul     | Primrata Dejudom                             | CH3 |
| 2014 | Suay Rai Sai Lub                       | Nữ điệp viên xinh đẹp                 | บุญเลิศ / ไมค์ โจ๊กเกอร์          | Pitchapa Phanthumchinda                      | CH3 |
| 2014 | Sam Bai Mai Thao                       | Hạnh phúc người cha                   | Saengchan Chaphraphong       | Nuttanicha Dungwattanawanich                 | CH3 |
| 2014 | Ruk Tong Om                            | Người cha bất đắc dĩ                  | Chính mình (cameo)           |                                              | CH3 |
| 2016 | Luerd Ruk Toranong                     | Dòng máu kiêu hãnh                    | H.S.H. Banbariwat            | Natwara Wongwasana                           | CH3 |
| 2017 | Arkom                                  | Phép thuật bí ẩn                      | Theekuer                     | Anuthida Imsab                               | CH3 |
| 2017 | Sai Tarn Hua Jai                       | Hành trình của con tim                | Sawat                        | Prima Bhunjaroeun                            | CH3 |
| 2018 | Kom Faek                               | Hành trình đi tìm tình yêu và công lý | Plerng Gumpanard             | Supassara Thanachart                         | CH3 |
| 2018 | Bpee Kaew Nang Hong                    | Tiếng sáo nàng Hong                   | Sinthorn / "Sin"             | Prima Bhunjaroeun                            | CH3 |
| 2019 | Tee Krai Tee Mun                       | Ai cũng có lúc tỏa sáng               | Akira                        | Monchanok Saengchaipiangpen                  | CH3 |
| 2019 | Ruk Jung Aoey                          | Yêu quá trời                          | Plerng Gumpanard (khách mời) |                                              | CH3 |
| 2021 | Sud Rai Sad Rak                        | Càng sợ càng yêu                      | Dont                         | Nalinthip Sakulongumpai                      | CH3 |
| 2022 | Keb Pandin                             | Gìn giữ mảnh đất                      | TBA                          |                                              | CH3 |
| TBA  | Suep Lap Mo Rabat                      | TBA                                   | Phulita Supinchompoo         |                                              | CH3 |

## Âm nhạc

### Nhạc phim
- เพลง "แพ้อากาศ" ในอัลบั้ม คอนเวอร์เจนซ์เลิฟวัน
- เพลง "นกไม่เห็นฟ้า ปลาไม่เห็นน้ำ"
- เพลง "หากฉันรู้" ประกอบละคร อาคม

### Concert
| Concert                                      | Ngày tổ chức             | Địa điểm                  | Ca sĩ                      |
| -------------------------------------------- | ------------------------ | ------------------------- | -------------------------- |
| LOVE IS IN THE AIR: CHANNEL3 CHARITY CONCERT | Ngày 29 tháng 4 năm 2017 | Impact, Muang Thong Thani | Tất cả diễn viên Channel 3 |